# پینار دنیز
پینار دنیز (به ترکی استانبولی: Pınar Deniz) (زاده ۴ نوامبر ۱۹۹۳؛ آدانا) بازیگر اهل ترکیه است.

## زندگی و حرفه
دنیز در ۴ نوامبر ۱۹۹۳ در آدانا متولد شد. وی در آدانا در خانواده‌ای ماردین نشین و عرب متولد شد و از دو سالگی در تارابیا استانبول بزرگ شد. او فارغ‌التحصیل از دانشگاه استانبول، گروه روابط عمومی و تبلیغات است. او اولین تجربه بازیگری خود را با بازی در نقش آوریم در مجموعه تلویزیونی سیل باشتان داشت که در سال ۲۰۱۴ اکران شد. او در موزیک ویدئو آهنگ یانی خواننده مورات دالکیلیچ بازی کرد. او در سریال تلویزیونی وطنم تویی، که بین سالهای ۲۰۱۶–۲۰۱۸ پخش شد، شخصیت ییلدیز را بازی کرد. او در سریال تلویزیونی «یک باد دیوانه» که در سال ۲۰۱۸ منتشر شد و نقش اصلی را با برک جانکات بازی کرد، شخصیت گوکچه را بازی کرد. او در سریال عشق ۱۰۱ که در نتفلیکس منتشر شده بود، نقش بورجو را بازی کرد. پینار دنیز درسال ۲۰۲۱ با حضور در فیلم پرطرفدار قضاوت به تلویزیون بازگشت که نقش جیلین ارگوان کایا وکیلی لجباز و موفق را دارد، این‌سریال در فصل ۱ با ۳۴ قسمت و فصل ۲ آن که از ۱۷ سپتامبر ۲۰۲۲ درحال پخش بود یکی از پربیننده ترین سریال های ترکیه شده بود و در حال حاضر فیلم به پایان رسیده است و منتظر فصل سوم آن هستیم.
دارنده پی‌درپی پروانه طلایی بهترین بازیگر زن برای بازی در فیلم قضاوت است.

## فیلم‌شناسی

### سینما
| سینما | سینما                        | سینما | سینما    |
| ----- | ---------------------------- | ----- | -------- |
| سال   | نام                          | نقش   | یادداشت  |
| ۲۰۱۷  | برادر من ۲                   | دیدم  | نقش اصلی |
| ۲۰۲۰  | مردم به دو قسمت تقسیم می‌شوند | جرن   | نقش اصلی |
| ۲۰۲۱  | قیامت عشق                    | لیدیا | نقش اصلی |

### مجموعه تلویزیونی
| تلویزیون  | تلویزیون                    | تلویزیون     | تلویزیون |
| --------- | --------------------------- | ------------ | -------- |
| سال       | نام                         | نقش          | یادداشت  |
| ۲۰۱۴      | سیل باشتان                  | اوریم        | نقش کمکی |
| ۲۰۱۵      | دروغ مصلحتی                 | آزرا         | نقش کمکی |
| ۲۰۱۶–۲۰۱۸ | وطنم تویی                   | ییلدیز       | نقش اصلی |
| ۲۰۱۸      | یک باد دیوانه               | گوکچه یوجل   | نقش اصلی |
| ۲۰۲۰–۲۰۲۱ | عشق ۱۰۱                     | بورجو        | نقش اصلی |
| ۲۰۲۰      | با مدیر برنامه ام تماس بگیر | خودش         | مهمان    |
| ۲۰۲۱      | اتاق قرمز                   | نازلی        | مهمان    |
| ۲۰۲۱–     | قضاوت                       | جیلین ارگوان | نقش اصلی |